# Institutet för Ryssland och Östeuropa
Institutet för Ryssland och Östeuropa (finska: Venäjän ja Itä-Euroopan instituutti), i Helsingfors är ett statligt institut i Finland underställt Undervisnings- och kulturministeriet. Det grundades 1947 och hette fram till 1992 Sovjetinstitutet. 
Institutet för Ryssland och Östeuropa har till uppgift att bedriva forskning om Ryssland och Östeuropa, främja kulturellt samarbete, upprätthålla ett bibliotek och informera samt stödja språk och kultur hos ryska och östeuropeiska immigranter i Finland. Institutet inriktar sig på grundforskning och tillämpad forskning i socialvetenskap och humaniora, i synnerhet angående kultur, befolkning och socialstruktur. Forskningsområden är främst Ryssland, följt av andra länder inom Oberoende Staternas Samvälde och de baltiska länderna samt den ryska kulturen i Finland. Institutet ordnar seminarier och kurser, vanligen i samarbete med Sällskapet för Rysslands- och Östeuropaforskning. 
Bibliotekets samlingar omfattar över 90 000 volymer på flera språk. Därtill upprätthålls databaser för affärs- och förvaltningsändamål. Bland publikationerna kan nämnas Studia Slavica Finlandensia (Helsingfors, grundad 1984), en vetenskaplig tidskrift i socialvetenskap och humaniora.